# Lijst van nummer 1-hits in De Afrekening in 2008
Deze nummers stonden in 2008 op nummer 1 in de De Afrekening van Studio Brussel:
| Datum                           | Artiest                  | Titel                         |
| ------------------------------- | ------------------------ | ----------------------------- |
| 2 januari (Eindafrekening 2007) | Milow                    | You Don't Know                |
| 9 januari                       | Bloc Party               | Flux                          |
| 16 januari                      | Beirut                   | Nantes                        |
| 23 januari                      | Beirut                   | Nantes                        |
| 30 januari                      | Beirut                   | Nantes                        |
| 6 februari                      | Headphone                | Ghostwriter                   |
| 13 februari                     | Headphone                | Ghostwriter                   |
| 20 februari                     | Air Traffic              | No more running away          |
| 27 februari                     | Air Traffic              | No more running away          |
| 5 maart                         | Air Traffic              | No more running away          |
| 12 maart                        | Air Traffic              | No more running away          |
| 19 maart                        | Air Traffic              | No more running away          |
| 26 maart (niet uitgezonden)     | dEUS                     | The Architect                 |
| 2 april                         | dEUS                     | The Architect                 |
| 9 april                         | dEUS                     | The Architect                 |
| 16 april                        | dEUS                     | The Architect                 |
| 23 april                        | The Black Box Revelation | Gravity Blues                 |
| 30 april                        | dEUS                     | The Architect                 |
| 7 mei                           | dEUS                     | The Architect                 |
| 14 mei                          | Radiohead                | Nude                          |
| 21 mei                          | Radiohead                | Nude                          |
| 28 mei                          | Radiohead                | Nude                          |
| 4 juni                          | The Last Shadow Puppets  | The Age of the Understatement |
| 11 juni                         | Freaky Age               | Where Do We Go Now            |
| 18 juni                         | Freaky Age               | Where Do We Go Now            |
| 25 juni                         | Freaky Age               | Where Do We Go Now            |
| 2 juli                          | Freaky Age               | Where Do We Go Now            |
| 9 juli                          | Motek                    | Tryer                         |
| 16 juli                         | Motek                    | Tryer                         |
| 23 juli                         | Motek                    | Tryer                         |
| 30 juli                         | A Brand                  | Time                          |
| 6 augustus                      | A Brand                  | Time                          |
| 13 augustus                     | A Brand                  | Time                          |
| 20 augustus                     | A Brand                  | Time                          |
| 27 augustus                     | A Brand                  | Time                          |
| 3 september                     | MGMT                     | Electric feel                 |
| 10 september                    | MGMT                     | Electric feel                 |
| 17 september                    | Metallica                | The Day That Never Comes      |
| 24 september                    | Metallica                | The Day That Never Comes      |
| 1 oktober                       | Kings of Leon            | Sex on fire                   |
| 8 oktober                       | Kings of Leon            | Sex on fire                   |
| 15 oktober                      | Kings of Leon            | Sex on fire                   |
| 22 oktober                      | Kings of Leon            | Sex on fire                   |
| 29 oktober                      | Kings of Leon            | Sex on fire                   |
| 5 november                      | Kings of Leon            | Sex on fire                   |
| 12 november                     | Kings of Leon            | Sex on fire                   |
| 19 november                     | Milow                    | Ayo technology                |
| 26 november                     | MGMT                     | Kids                          |
| 3 december                      | MGMT                     | Kids                          |
| 10 december                     | MGMT                     | Kids                          |
| 17 december                     | The Black Box Revelation | Never alone / Always together |

- Nederland (Top 40)
- Nederland (Single Top 100)
- Nederland (3FM Mega Top 50)
- Nederland (Kink 40)
- Nederland (DVD Top 30)
- Vlaanderen (Radio 2 Top 30)
- Vlaanderen (Ultratop 50)
- Vlaanderen (Top 30 van Ultratop)
- Vlaanderen (De Afrekening)
- Wallonië
- Australië
- Canada
- Denemarken
- Duitsland
- Frankrijk
- Ierland
- Italië
- Nieuw-Zeeland
- Noorwegen
- Oostenrijk
- Spanje
- Verenigd Koninkrijk
- Verenigde Staten (Hot 100)
- Zweden
- Zwitserland